# Ciclismo nos Jogos Pan-Americanos de 2015 - Corrida em estrada masculina
A competição da corrida em estrada masculina foi um dos eventos do ciclismo nos Jogos Pan-Americanos de 2015 em Toronto. Foi disputada nas ruas de Toronto no dia 25 de julho com largada e chegada na Exhibition Place.

## Calendário
Horário local (UTC-4).
| Data        | Horário | Fase  |
| ----------- | ------- | ----- |
| 25 de julho | 16:05   | Final |

## Medalhistas
| Ouro   | VEN Miguel Ubeto     |
| Prata  | USA Eric Marcotte    |
| Bronze | CAN Guillaume Boivin |

## Resultados
| Colocação         | Ciclista                | Nacionalidade            | Tempo   |
| ----------------- | ----------------------- | ------------------------ | ------- |
| Medalha de ouro   | Miguel Ubeto            | VEN Venezuela            | 3:46:26 |
| Medalha de prata  | Eric Marcotte           | USA Estados Unidos       | 3:46:26 |
| Medalha de bronze | Guillaume Boivin        | CAN Canadá               | 3:46:26 |
| 4                 | Mauro Richeze           | ARG Argentina            | 3:46:26 |
| 6                 | Enrique Diaz Cedeño     | VEN Venezuela            | 3:46:34 |
| 7                 | Bayron de la Cruz       | ECU Equador              | 3:46:35 |
| 8                 | Emile Abraham           | TTO Trinidad e Tobago    | 3:46:35 |
| 9                 | Fernando Gaviria        | COL Colômbia             | 3:46:35 |
| 10                | Diego Milán             | DOM República Dominicana | 3:46:35 |
| 11                | Xavier Quevedo          | VEN Venezuela            | 3:46:35 |
| 12                | Efren Ortega            | PUR Porto Rico           | 3:46:35 |
| 13                | Joao Pereira Gaspar     | BRA Brasil               | 3:46:35 |
| 14                | Alfredo Ajpacaja Tax    | GUA Guatemala            | 3:46:36 |
| 15                | Manuel Rodas            | GUA Guatemala            | 3:46:36 |
| 16                | Luis Fernando Sepúlveda | CHI Chile                | 3:46:36 |
| 17                | Juan Magallanes         | MEX México               | 3:46:36 |
| 18                | Hugo Houle              | CAN Canadá               | 3:46:36 |
| 19                | Ignacio Prado           | MEX México               | 3:46:37 |
| 20                | Patricio Almonacid      | CHI Chile                | 3:46:51 |
| 21                | Christopher Mansilla    | CHI Chile                | 3:47:17 |
| 22                | José Aguirre            | MEX México               | 3:47:34 |
| 23                | Ignacio Sarabia         | MEX México               | 3:47:34 |
| 24                | Jose Ragonessi          | ECU Equador              | 3:47:34 |
| 25                | Segundo Navarrete       | ECU Equador              | 3:48:54 |
| 26                | Cristian Egidio da Rosa | BRA Brasil               | 3:51:10 |
| 27                | Maximiliano Richeze     | ARG Argentina            | 3:52:04 |
| 28                | William Guzmán          | DOM República Dominicana | 3:52:04 |
| 29                | Alex Cano               | COL Colômbia             | 3:53:23 |
| 30                | Daniel Jaramillo        | COL Colômbia             | 3:54:59 |
| 34                | Laureano Rosas          | ARG Argentina            | DNF     |
| 34                | Murilo Ferraz           | BRA Brasil               | DNF     |
| 34                | Jhonathan de Leon Paz   | GUA Guatemala            | DNF     |
| 34                | Gonzalo Garrido         | CHI Chile                | DNF     |
| 34                | Yonder Godoy            | VEN Venezuela            | DNF     |
| 34                | Alonso Gamero           | PER Peru                 | DNF     |
| 34                | Rémi Pelletier-Roy      | CAN Canadá               | DNF     |
| 34                | Dominique Mayho         | BER Bermudas             | DNF     |
| 34                | Sean MacKinnon          | CAN Canadá               | DNF     |
| 34                | Royner Navarro          | PER Peru                 | DNF     |
| 34                | Alejandro Durán         | ARG Argentina            | DNF     |
| 34                | Andre Simon             | ANT Antígua e Barbuda    | DNF     |
| 34                | Juan Esteban Arango     | COL Colômbia             | DNS     |

Legenda
| Recorde mundial                  | Recorde mundial (World record)               |                       | Recorde africano                      | Recorde africano (African) |                                           | Q | Classificado por posição (Qualified) |
| Recorde dos Jogos Pan-Americanos | Recorde pan-americano (Pan-American record)  | Recorde da América    | Recorde da América (Americas)         | q                          | Classificado por melhor tempo (Qualified) |   |                                      |
| Melhor marca do ano              | Melhor marca do ano (World leading)          | Recorde asiático      | Recorde asiático (Asian)              | DNS                        | Não largou (Did not start)                |   |                                      |
| Recorde nacional                 | Recorde nacional (National record)           | Recorde europeu       | Recorde europeu (European)            | DNF                        | Não terminou (Did not finish)             |   |                                      |
| Recorde pessoal                  | Recorde pessoal do atleta (Personal best)    | Recorde da Oceania    | Recorde da Oceania (Oceania)          | DSQ / DQ                   | Desclassificado (Disqualified)            |   |                                      |
| Recorde da temporada             | Recorde da temporada do atleta (Season best) | Recorde sul-americano | Recorde sul-americano (South America) | NM                         | Sem marca (No mark)                       |   |                                      |